# Aldo Dezi
Aldo Dezi (Castel Gandolfo, Roma, 26 de junho de 1939) é um ex-velocista italiano na modalidade de canoagem.

## Carreira
Foi vencedor da medalha de prata em C-2 1000 m em Roma 1960, junto com o seu colega de equipa Francesco La Macchia.